# Polarizabilnost
Polarizabílnost (oznaka α) je fizikalna količina, ki pove, do kolikšne mere se sicer nepolarni atom ali molekula polarizira v zunanjem električnem polju.
Električno polje z elektrostatskim privlakom vpliva tako na elektronsko ovojnico atoma kot na pozitivno nabito jedro in povzroči, da se težišči pozitivnega in negativnega naboja nekoliko razmakneta. Nastane inducirani električni dipol pe:
{\displaystyle \mathbf {p} _{e}=\epsilon _{0}\alpha \mathbf {E} \!\,.}
Pri tem je ε0 influenčna konstanta, α polarizabilnost in E jakost električnega polja.
Polarizabilnost na enoto prostornine dielektrika je definirana kot
električna susceptibilnost χe:
{\displaystyle \chi _{e}=n\alpha \!\,.}